# Уитни Ото
Уитни Ото (на английски: Whitney Otto) е американска писателка на произведения в жанра драма.

## Биография и творчество
Уитни Ото е родена на 5 март 1955 г. в Бърбанк, Калифорния, САЩ. Баща ѝ е електроинженер, а майка ѝ работи в рекламата. Следва в Раймънд Колидж на Тихоокеанския университет (1973 – 1974), Държавния университет в Сан Диего (1974 – 1975) и в Калифорнийския университет в Ървайн, където се дипломира през 1987 г. с бакалавърска степен, а през 1990 г. с магистърска степен по изкуства. В периода 1975 – 1978 г. работи като служител в Калифорнийския университет в Ървайн, в периода 1980 – 1986 г. е счетоводител в Сан Франциско, в периода 1987 – 1989 г. е инструктор по творческо писане и композиция към Калифорнийския университет, а през 1990 г. е инструктор по композиция в Колеж Ървайн Вали.
Първият ѝ роман How to Make an American Quilt (Американско сватбено одеало) издаден през 1991 г. Романът представя историите на седем членове на съвременна калифорнийска група за квилинг, историята на това изкуство и на тези жени, а изкуството на създаване на това одеало се превръща в метафора за реалността да бъдеш жена в Америка. Романът става бестселър в списъка на „Ню Йорк Таймс“ и я прави известна. През 1995 г. е екранизиран от продуцента Стивън Спилбърг в успешния едноименен филм с участието на Уинона Райдър, Елън Бърстин и Ан Банкрофт.
Следващите ѝ романи също са бестселъри и са преведени на 14 езика по света. Нейни произведения са публикувани в „Ню Йорк Таймс“, „Лос Анджелис Таймс“, „Орегониън“, „Сан Франциско Хроникъл“, и в други списания.
На 8 декември 1991 г. се омъжва за Джон А. Райли, с когото имат син. Заедно с писателската си кариера се занимава с изработването на художествени кутии и паравани.
Уитни Ото живее със семейството си в Портланд.

## Произведения

### Самостоятелни романи
- How to Make an American Quilt (1991)[1][2][3]
- Now You See Her (1994)
- The Passion Dream Book (1997)
- A Collection of Beauties (2002)
- Eight Girls Taking Pictures (2012)

### Документалистика
- Art for the Ladylike (2021)[1]

### Екранизации
- 1995 Американско сватбено одеало, How to Make an American Quilt